# Love over Gold (песня)
«Love over Gold» (с англ. — «Любовь дороже золота») — песня британской рок-группы Dire Straits. Заглавный трек с одноимённого альбома группы 1982 года. Выпускалась также в качестве сингла, для которого была выбрана сценическая запись песни, входившая в концертный альбом Alchemy: Dire Straits Live.
Песня посвящена хрупкой и противоречивой героине, в музыкальном плане отличается элегантной джазовой аранжировкой, построенной на диалоге гитары Марка Нопфлера и вибрафоном Майка Майниери. Rolling Stone описывает «Love over Gold» как «балладу, в которой джазовые вибрации сочетаются с почти классической фортепианной партией и скрипичными звуками синтезатора, усиливая образы повседневной, даже развязной, сексуальной жизни».
Сингл «Love over Gold» достиг своей наивысшей позиции во Франции (15-е место), а также 29-го места в Новой Зеландии, 43-го места в Нидерландах и 50-го места в родной для группы Великобритании.
Концертная версия песни была включена в сборник 1998 года «Sultans of Swing: The Very Best of Dire Straits»,, а оригинальная альбомная версия была включена в сборник 2005 года «Private Investigations: The Best of Dire Straits & Mark Knopfler».